# Leu Ue
Leu Ue is een bestuurslaag in het regentschap Aceh Besar van de provincie Atjeh, Indonesië. Leu Ue telt 2582 inwoners (volkstelling 2010).